# چومور
چومور (به مجاری:  Csömör) یک شهرداری در مجارستان است که در ناحیه گودوللو واقع شده‌است. چومور ۲۲٫۶۷ کیلومتر مربع مساحت و ۸٬۷۲۳ نفر جمعیت دارد.

## خواهرخوانده
شهرهای Rimetea و Mojmírovce خواهرخوانده‌های چومور هستند.